# Justo título
O justo título tem especial interesse no Direito Real, e segundo Sílvio Venosa, é o fato gerador do qual a posse deriva, não sendo empregado, como sugere o art. 1.201 do Código Civil brasileiro, apenas como um documento ou instrumento, como indica o sentido mais usual do termo.
É, portanto, o justo título um estado de aparência que permite concluir estar o sujeito gozando da posse de determinado bem de boa-fé, até que circunstâncias outras provem o contrário.
Nesse sentido, configura-se o justo título, em tese, o título, genericamente considerado, hábil a conferir direito de propriedade, se não contivesse um determinado defeito.
É documento hábil de transferência de propriedade. Por exemplo, o artigo 108 do Código Civi Brasileiro, dispõe,in verbis;
"art. 108. Não dispondo a lei em contrário, a escritura pública é essencial à validade dos negócios jurídicos que visem à constituição, transferência, modificação ou renúncia de direitos reais sobre imóveis de valor superior a trinta vezes o maior salário mínimo vigente no País."
Logo, percebe-se que a escritura pública configura-se como um justo título àqueles bens de valor superior a 30 salários mínimos. 